# Brimin Kipruto
Brimin Kiprop Kipruto (født 31. juli 1985 i Korkitony, Kenya) er en kenyansk atletikudøver (forhindringsløber), hvis hidtil største triumfer er blevet opnået ved VM 2007 i Osaka og OL i Beijing 2008, hvor han begge gange vandt guld i 3000 meter forhindringsløb. Ved OL i Athen 2004 vandt han sølv på samme distance. 